# Districtul Nikhom Phatthana
Nikhom Phatthana (în thailandeză นิคมพัฒนา) este un district (Amphoe) din provincia Rayong, Thailanda, cu o populație de 32.482 de locuitori și o suprafață de 237,5 km².

## Componență
Districtul este subdivizat în 4 subdistricte (tambon), care sunt subdivizate în 30 de sate (muban).
| Nr. | Nume             | În thailandeză | Sate | Locuitori |  |
| --- | ---------------- | -------------- | ---- | --------- |  |
| 1.  | Nikhom Phatthana | นิคมพัฒนา        | 7    | 10,583    |  |
| 2.  | Map Kha          | มาบข่า          | 8    | 7,973     |  |
| 3.  | Phana Nikhom     | พนานิคม         | 8    | 6,085     |  |
| 4.  | Makham Khu       | มะขามคู่         | 7    | 7,841     |  |